# متحف الأخاديد الثلاثة

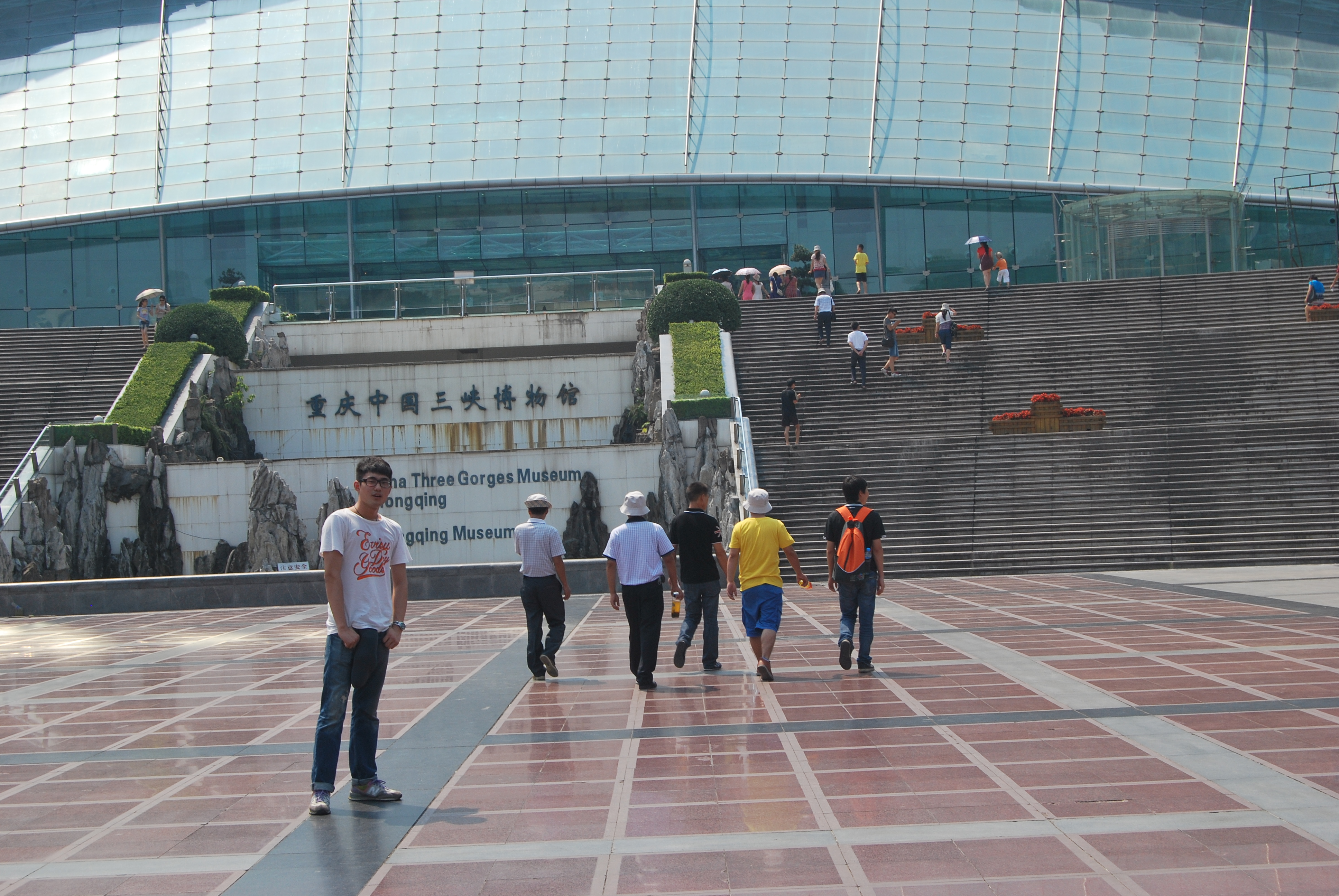
مدخل المتحف الرئيسي

متحف الأخاديد الثلاثة (بالصينية المبسطة: 重庆中国三峡博物馆، بالصينية التقليدية: 重慶中國三峽博物館) هو متحف في مقاطعة يوجونغ في مدينة تشونغتشينغ، مخصص للأخاديد الثلاثة ومدينة تشونغتشينغ، وهو واحد من أكبر المتاحف في البلاد.
افتُتح المتحف في عام 2005، ليحل محل متحف تشونغتشينغ الذي سبقه، وهو يقع قرب قاعة الشعب في تشونغتشينغ. يهدف إلى تعهد التعليم وحفظ التراث والبحث العلمي مع الاعتناء بالموروث الثقافي والبيئة الطبيعية في مدينة تشونغتشينغ ومنطقة الأخاديد الثلاثة التابعة لنهر يانغتسي.
يتميز البنيان الخارجي للمتحف بجدران منحدرة وتعلوه قبة زجاجية كبيرة، وهناك تماثيل برونزية ونقوش بارزة كبيرة و«رواق بيئي» يمتد بطول كيلومتر واحد (1,094 ياردة).
يغطي المتحف مساحة 42,497 مترًا مربعًا (50,828 ياردة مربعة)، بينما يغطي مركز المؤتمرات مساحة 23,225 مترًا مربعًا (27,778 ياردة مربعة). وهناك أربعة معارض أساسية:
1. الأخاديد الثلاثة الرائعة.
2. با يو القديمة، تاريخ تشونغتشينغ القديم.
3. تشونغتشينغ: طريق المدينة، تاريخ القرن العشرين.
4. الحرب المناهضة لليابان (1937-1945)

بالإضافة إلى معارض أخرى تتضمن:
- الرسم وفن الخط.
- الخزف الصيني.
- العملات.
- النحت في عهد سلالة هان الحاكمة (206 ق.م.-220 م).
- التقاليد الشعبية لجنوب غربي الصين.
- عناصر ثقافية من تقدمة لي تشولي.

يوجَد معرض كبير آخر يشكّل بانوراما 180 درجة لتشونغتشينغ خلال الحرب العالمية الثانية، حين كانت العاصمة المؤقتة للصين الحرة وتعرضت للقصف على يد اليابانيين. وهناك أيضًا سينما 360 درجة تُظهر المشهد الطبيعي والاجتماعي الخاص بالأخاديد الثلاثة قبل إنشاء السد. ويضم معرض الطابق الأول نموذجًا لسد الأخاديد الثلاثة.